# Ramblas de Gérgal, Tabernas y Sur de Sierra Alhamilla
Ramblas de Gérgal, Tabernas y Sur de Sierra Alhamilla este o arie protejată (arie specială de conservare — SAC, sit de importanță comunitară — SCI) din Spania întinsă pe o suprafață de 22.845,27 ha, integral pe uscat.

## Localizare
Centrul sitului Ramblas de Gérgal, Tabernas y Sur de Sierra Alhamilla este situat la coordonatele 36°59′12″N 2°31′57″W / 36.9868°N 2.5326°V.

## Înființare
Situl Ramblas de Gérgal, Tabernas y Sur de Sierra Alhamilla a fost declarat sit de importanță comunitară în decembrie 1997 pentru a proteja 17 specii de animale. Situl a fost protejat și ca arie specială de conservare în martie 2015.

## Biodiversitate
Situată în ecoregiunea mediteraneană, aria protejată conține 20 de habitate naturale: Galerii și tufărișuri riverane sudice (Nerio-Tamaricetea și Securinegion tinctoriae), Vegetație anuală la limita mareei, Pseudostepă cu ierburi și specii anuale de Thero-Brachypodietea, Dune cu vegetație ierboasă Malcolmietalia, Tufărișuri halo-nitrofile (Pegano-Salsoletea), Stepe sărăturate mediteraneene (Limonietalia), Pante stâncoase silicioase cu vegetație casmofită, Dune de pe litoral fixate cu Crucianellion maritimae, Pășuni mediteraneene udate de apa mării (Juncetalia maritimi), Tufărișuri halofile mediteraneene și termo-atlantice (Sarcocornetea fruticosi), Pajiști umede mediteraneene cu ierburi înalte de Molinio-Holoschoenion, Râuri mediteraneene cu debit intermitent, cu specii de Paspalo-Agrostidion, Vegetație gipsofilă iberică (Gypsophiletalia), Dune cu tufărișuri sclerofile Cisto-Lavenduletalia, Râuri mediteraneene cu debit permanent și vegetație de Glaucium flavum, Matorral arborescenți cu Zyziphus, Tufărișuri termo-mediteraneene și de pre-deșert, Galerii de Salix alba și de Populus alba, Dune mobile cu vegetație embrionară, Izvoare petrifiante cu formare de travertin (Cratoneurion).
La baza desemnării sitului se află mai multe specii protejate:
- păsări (15): acvilă de munte (Aquila chrysaetos), Aquila fasciata, Bucanetes githagineus, pasărea ogorului (Burhinus oedicnemus), ciocârlie-cu-degete-scurte (Calandrella brachydactyla), Caprimulgus ruficollis, dumbrăveancă (Coracias garrulus), șoim călător (Falco peregrinus), ciocârlan (Galerida cristata), pietrar mediteranean (Oenanthe hispanica), Oenanthe leucura, Pterocles orientalis, mărăcinar negru (Saxicola torquatus), Sylvia conspicillata, spârcaci (Tetrax tetrax)
- mamifere (2): liliacul mediteranean cu potcoavă (Rhinolophus euryale), liliacul mare cu potcoavă (Rhinolophus ferrumequinum)

Pe lângă speciile protejate, pe teritoriul sitului au mai fost identificate 34 de specii de plante, 8 specii de păsări, 1 specie de amfibieni, 3 specii de mamifere, 8 specii de reptile.